# 謝冠生
谢冠生（1897年11月19日—1971年12月21日）本名寿昌，字冠生，以字行，浙江省绍兴府嵊县（今嵊州市）人，中华民国法学家、政治人物。

## 生平
谢冠生的祖父谢廷钧是一名商人，父亲谢匡（字兰碗）是清朝秀才。1910年，谢冠生从小学毕业後，考入浙江省城杭州的浙江省立第一中学。1912年转入上海耶稣会所办的徐汇中学，毕业後留任该校教员。一年後，进入商务印书馆参与编辑《辞源》及《中国地名大辞典》。徐汇中学法国籍校长姚缵唐升任震旦大学校长後，邀谢冠生担任其秘书，并就读于震旦大学法科。1922年，谢冠生毕业，赴法国巴黎大学法学研究所学习，1924年获该校法学博士学位。
归国后，谢冠生历任震旦大学、复旦大学、中国公学、法政大学等校教授。1926年冬，国民革命军攻占武汉，谢冠生任武汉国民政府外交部秘书，参与收回汉口英租界、九江英租界事宜。南京国民政府成立后，谢冠生留在外交部，历任外交部秘書、条約委員会委員。同时，他还兼任国立中央大学法律系主任、法学院代院长。1930年4月，调任国民政府司法院参事处参事，参与起草《训政时期约法》。1934年10月，任国民政府司法行政部政务次长。1936年3月，任司法院秘書处秘書長。
抗日战争爆发后，1937年8月升任司法行政部部长，一直任至1948年12月。1945年5月，当选中国国民党第六届中央監察委員。1947年4月23日，国民政府准免司法行政部部長謝冠生本職；特任謝冠生為行政院政务委员，兼司法行政部部长。:83401948年12月離任司法行政部部長之後，转任公務员惩戒委員会委員長兼司法院秘書長。
1950年（民国39年）5月，被任命为司法院副院長。1958年（民国47年）6月，任司法院院長。
1971年（民国60年）11月下旬，因貧血症住進臺北榮民總醫院，隨後病情加劇併發肺炎。12月21日晚上9時05分，謝冠生在臺北榮民總醫院病逝，享年75岁（满74歳）。彌留時夫人和子女都在一旁照料。安葬於陽明山中今北投區十八份地區。

## 著作
- 中華民国憲法概論（英文）
- 法理学大綱
- 罗马法大綱
- 中国法制史（法文）
- 苏联和国际法（英文）

## 逸事

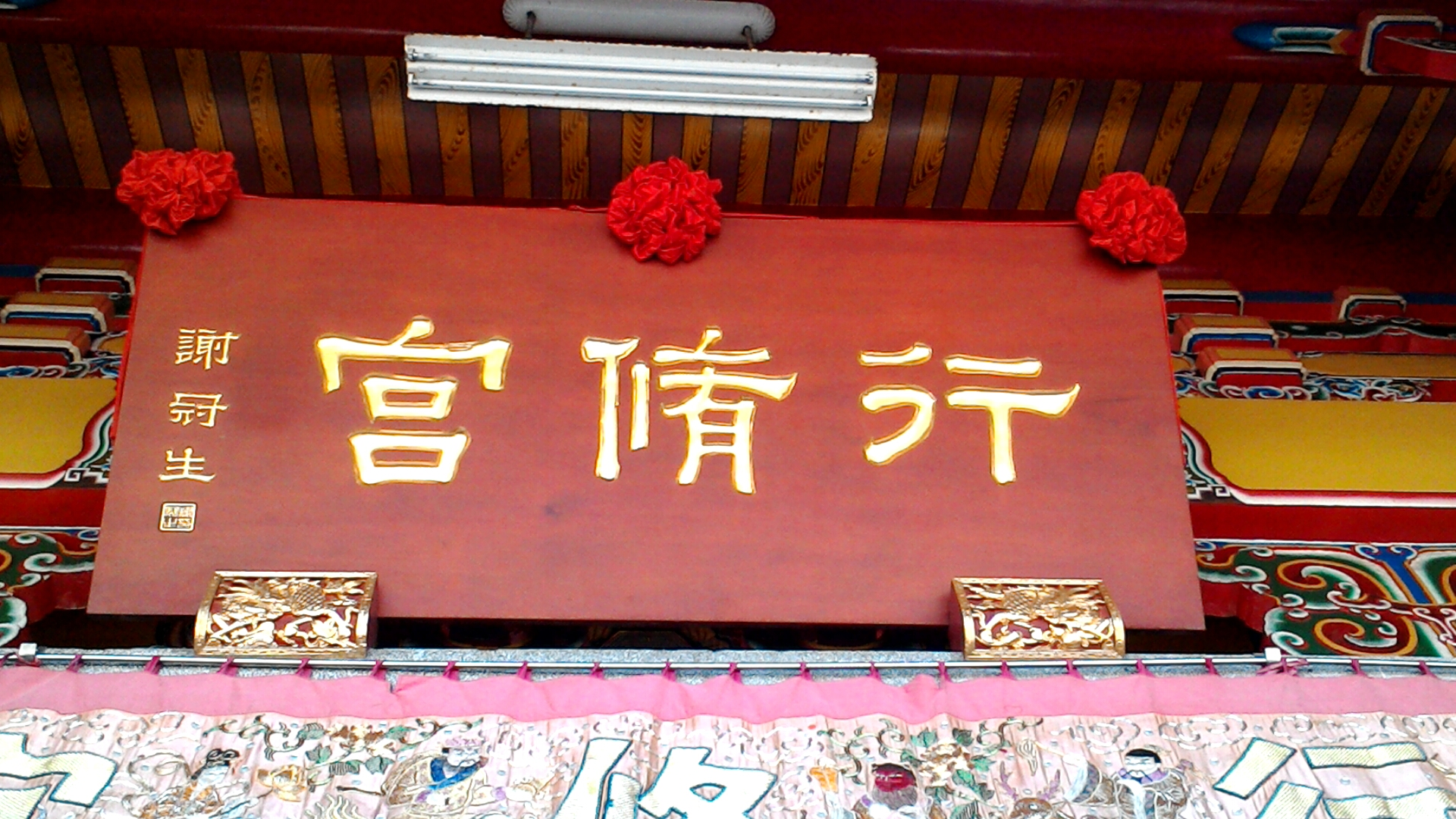
三峽行修宮內謝冠生所題「行脩宮」匾額

書法知名，時常為各大廟宇或建築題字，行天宮之牌匾其中一面就出自於謝冠生之筆。行天三宮、關渡宮、北港朝天宮等名廟，以及于右任墓、中山北路的建中大樓、徐匯中學、再興中學都有他的真跡。